# Ephedrus chaitophori
Ephedrus chaitophori är en stekelart som beskrevs av Gardenfors 1986. Ephedrus chaitophori ingår i släktet Ephedrus och familjen bracksteklar. Arten är reproducerande i Sverige. Inga underarter finns listade i Catalogue of Life.